# Hotaru Jamaguči
Hotaru Jamaguči (* 6. říjen 1990) je japonský fotbalista.

## Reprezentace
Hotaru Jamaguči odehrál 48 reprezentačních utkání. S japonskou reprezentací se zúčastnil Mistrovství světa 2014.

## Statistiky
| Japonsko | Japonsko | Japonsko |
| Roky     | Záp.     | Góly     |
| -------- | -------- | -------- |
| 2013     | 8        | 0        |
| 2014     | 7        | 0        |
| 2015     | 9        | 1        |
| 2016     | 6        | 1        |
| 2017     | 8        | 0        |
| 2018     | 7        | 0        |
| 2019     | 3        | 1        |
| Celkem   | 48       | 3        |